# Charles Ponzi

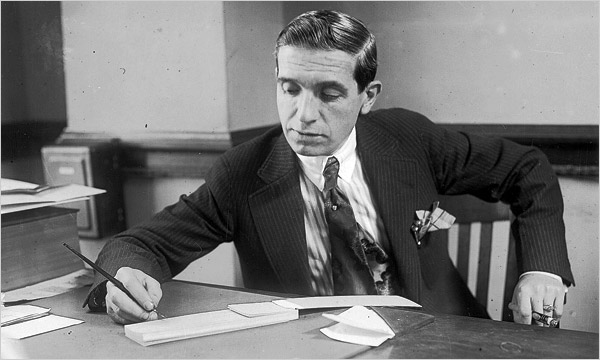
Charles Ponzi

Charles Ponzi (* 3. März 1882 in Parma, Italien als Carlo Pietro Giovanni Guglielmo Tebaldo Ponzi, Pseudonyme: Charles Ponei, Charles P. Bianchi, Carl und Carlo; † 18. Januar 1949 in Rio de Janeiro, Brasilien) war ein italienischer Immigrant in den USA und dort einer der größten Betrüger seiner Zeit. Kunden, die nach heutigem Geldwert etwa 203 Millionen US-Dollar angelegt hatten, wurden um ihr Vermögen geprellt. Im englischen Sprachraum ist seine Betrugsmasche unter dem Begriff „Ponzi scheme“ (deutsch etwa: „Ponzi-Masche“) bekannt.

## Beginn in den USA und Kanada
Ponzi wurde 1882 in Italien geboren. Seine Mutter stammte aus dem niederen Landadel und der Vater arbeitete als Postbeamter. Obwohl er in bescheidenen Verhältnissen aufwuchs, begann er mit dem Erbe seines Vaters und seiner Tante in Rom ein Studium, das er aber nicht beendete.
Ponzi wanderte im November 1903 mit 2,50 US-Dollar in die USA ein. Er arbeitete in einem Restaurant, nachdem er schnell Englisch gelernt hatte. Zunächst schlief er auf dem Boden des Restaurants und konnte sich bald zum Kellner hocharbeiten. Nach Betrügereien wurde er entlassen.
1907 zog er nach Montréal in Kanada. Als Bankangestellter sah er, wie sein Chef, der Bankier Luigi Zarossi, italienische Neuankömmlinge mit sechs Prozent Jahreszins lockte, dem Doppelten des damals üblichen Zinssatzes. Zarossi geriet jedoch in Schwierigkeiten und beglich die fälligen Zinsen durch Plünderung der Konten von Neuanlegern. Mit dem „Gewinn“ setzte sich Zarossi nach Mexiko ab.
Ponzi lebte nun im Haushalt der von Zarossi verlassenen Familie und plante seine Rückkehr in die Vereinigten Staaten. Zwecks Finanzierung suchte er das Büro eines ehemaligen Zarossi-Kunden auf und stellte sich dort unbeobachtet im Namen des Chefs einen Scheck in der Höhe von 423 Dollar aus. Dafür wurde er wegen Betrugs zu drei Jahren Gefängnis verurteilt. Seiner Familie schrieb er, er habe eine Stelle als Assistent eines Gefängniswärters gefunden.
Wegen Menschenschmuggels verbüßte Ponzi nach seiner Entlassung eine weitere Gefängnisstrafe, dieses Mal in Atlanta (USA), und wurde dort tatsächlich der Assistent eines Gefängniswärters. Er übersetzte Briefe, die der italienische Gangster Ignazio Lupo erhielt, und freundete sich mit diesem an. Der ebenfalls in Atlanta inhaftierte Gefangene Charles W. Morse schluckte Seifenspäne, erkrankte und konnte die Ärzte davon überzeugen, dass er sterben werde – er wurde vorzeitig entlassen. Dieser Mitgefangene wurde für Ponzi zum Vorbild.
1918 heiratete er Rose, eine italienische Einwanderertochter.

## Ponzi und sein Trick
Ponzi begann nach der Entlassung zunächst damit, Branchenbücher zu verkaufen, die Firma ging jedoch bald bankrott.
Einmal erhielt er Post von einer Firma aus Spanien, die sich für einen Katalog interessierte und dem Brief einen Internationalen Antwortschein beifügte. Anfangs war der Geldwert eines solchen Antwortscheins noch an die Währung gekoppelt; als die europäischen Währungen jedoch zu Beginn des 20. Jahrhunderts dramatisch an Wert zu verlieren begannen, konnte man in Europa einen Schein für den Bruchteil des in den USA üblichen Preises erwerben. Ponzi warb Mitarbeiter an, die in Europa ebendiese Scheine kauften, um sie dann in den USA wieder zu veräußern. 1920 konnte man in Spanien für umgerechnet einen US-Cent einen Antwortschein kaufen, der in den USA 6 Cent wert war. Die damals langen Postlaufzeiten und die Bürokratie im internationalen Postverkehr verhinderten aber ein profitables Geschäft.
In der Folge warb Ponzi Kunden an, die Geld in diese Antwortscheine investierten. Zu diesem Zweck gründete er in Boston die Firma „Securities Exchange Company“. Ponzi versprach 50 % Rendite in 45 Tagen oder die Verdoppelung des angelegten Geldes in 90 Tagen. Weil das Geschäft so blendend lief – er zahlte, wenn jemand seinen Gewinn sehen wollte –, forderten die vertrauensseligen Kunden ihre Einkünfte nicht ein und ließen ihre „Gewinne“ reinvestieren. Viele Menschen verpfändeten ihr Haus und ihre Habseligkeiten, um nach der Ponzi-Methode reich zu werden.
In wenigen Monaten des Jahres 1920 vergrößerte Ponzi sein Vermögen von wenigen Tausend auf Millionen von Dollar. Das Geld wurde in Schubladen, in Papierkörben und auf dem Boden gelagert und gestapelt.
Als aber ein Möbelhändler bei Ponzi erfolglos Geld einforderte, wurden die Medien auf seinen Reichtum aufmerksam. Einige Anleger verlangten ihr Geld zurück und Ponzi befriedigte ihre Forderungen. Doch die Investoren waren beunruhigt. 
Als das Finanzamt schließlich sein Vermögen unter die Lupe nahm, fand man in seinem Besitz nur wenige Antwortscheine. Man errechnete, dass er für das eingenommene Geld 160 Millionen derartiger Scheine hätte kaufen müssen – doch im Umlauf waren zu dieser Zeit nur 27.000. Als die Presse von seinen Vorstrafen berichtete, erkannten die Anleger den Betrug und verlangten ihr Geld zurück. Insgesamt waren Ponzi 15 Millionen Dollar von rund 40.000 Kunden anvertraut worden; bei der Durchsuchung seiner Büros wurden nur 1,5 Millionen sichergestellt.
Ponzi bekannte sich auf Drängen seiner Frau schuldig und wurde im November 1920 zu fünf und zusätzlich zu zwischen sieben und neun Jahren Gefängnis verurteilt.

## Ponzi scheme
In den Vereinigten Staaten wurde seine Betrugsmasche unter dem Ausdruck Ponzi scheme (Ponzi-Schema, Ponzi-Plan oder Ponzi-System) bekannt. Obwohl es zum Teil fälschlicherweise als Synonym für das Schneeballsystem verwendet wird, unterscheidet es sich in mehreren Punkten von diesem. Beiden Systemen ist gemeinsam, dass sie eine exponentiell steigende Anzahl an Teilnehmern benötigen, um nicht zu kollabieren, und dass mit den Beiträgen neuer Teilnehmer die Gewinnausschüttungen der bestehenden Teilnehmer gedeckt werden. Hauptsächlicher Unterschied ist, dass beim Schneeballsystem dem „Kunden“ die Quelle der Gewinnausschüttung bekannt ist (er wirbt sie selbst an), die Urheber des Systems sind ihm aber unbekannt. Hingegen ist beim Ponzi-Schema der Urheber des Systems jedem „Kunden“ bekannt, während ihm die Quelle der Gewinnausschüttungen verschleiert wird.
Bekannte Beispiele für die Anwendung des Ponzi schemes in jüngerer Zeit sind die Investmentunternehmen von Bernard Madoff und von Allen Stanford.

## Ein betrügerischer Neubeginn
Nach seiner vorzeitigen Entlassung versuchte er sich 1925 in Florida abermals im Betrug, dieses Mal im Grundstückshandel. Er kaufte unter einem falschen Namen (Charles Borelli) Land zu 16 Dollar pro Acre, unterteilte es in 23 Teile und verkaufte jedes für 10 US-Dollar. Er versprach den Interessenten bzw. Käufern eine wundersame Geldvermehrung von 10 Dollar auf 5,3 Millionen Dollar innerhalb von zwei Jahren. Er verschwieg ihnen, dass das Gelände sumpfig war und größtenteils unter Wasser stand.
Nach dem Auffliegen dieses Skandals wurde er zu einer weiteren Haftstrafe verurteilt. Nach Bezahlung einer Kaution wurde er freigelassen und flüchtete 1926 in Richtung Texas. Er wurde im Hafen von New Orleans verhaftet und nach Boston zurückgeschickt. Ein Gesuch an Präsident Calvin Coolidge, die Freiheitsstrafe durch eine Abschiebung ins Ausland zu ersetzen, wurde abgelehnt.

## Italien und Brasilien
Nach sieben Jahren Haft in Boston wurde er am 7. Oktober 1934 auf ein Schiff nach Italien gesetzt. Seine Frau Rose ließ sich von ihm scheiden. Von der Öffentlichkeit wurde er immer noch als ein Held betrachtet. Und gerade unter den Italienern – sei es in den USA oder in Italien – hatte seine Verehrung ein geradezu mythisches Ausmaß angenommen. In Rom arbeitete er zunächst als Übersetzer. Benito Mussolini vertraute ihm die Leitung der brasilianischen Filiale der staatlichen italienischen Fluggesellschaft Ala Littoria an; seine Beschäftigung in Rio de Janeiro dauerte von 1939 bis 1942. Als er entdeckte, dass Mitarbeiter in den Flugzeugen Devisen schmuggelten, verlangte Ponzi eine Gewinnbeteiligung. Als sie diese verweigerten, verriet er sie bei der brasilianischen Regierung.
Nach seiner Entlassung bei der Fluggesellschaft – der Zweite Weltkrieg hatte das Fluggeschäft ruiniert – versuchte er sich in verschiedenen Jobs. Nachdem er als Hotelmanager gescheitert war, lebte er von Arbeitslosenunterstützung und einem kleinen Zuverdienst durch Englischunterricht.
Ponzi starb 1949 in der Armenabteilung eines Spitals in Rio de Janeiro nach einem Hirnschlag – er war fast blind und seine linke Körperhälfte war gelähmt. Die 73 Dollar aus der staatlichen Alterspension deckten gerade die Begräbniskosten.